# 恵那市立岩邑中学校
恵那市立岩邑中学校（えなしりつ いわむらちゅうがっこう）は、岐阜県恵那市岩村町にある公立中学校。

## 学校概要
- 教育目標
  - 確かな学力、豊かな心、逞しい体

## 沿革
- 1947年（昭和22年）4月 - 岩村町立岩邑中学校として開校。
- 1948年（昭和23年）8月 - 本郷村立大成中学校と統合。同時に学校組合立岩邑中学校に改称する。旧・大成中学校は岩邑中学校大成分室となる。
- 1949年（昭和24年） - 校舎を新築する。
- 1951年（昭和26年） - 大成分室を廃止する。
- 1954年（昭和29年）9月10日 - 岩村町と本郷村が合併し、岩村町となる。同時に岩村町立岩邑中学校に改称する。
- 1955年（昭和25年） - 体育館が完成する。
- 1962年（昭和37年） - 特別教室（技術室・理科室）が完成する。
- 1967年（昭和42年） - プールが完成する。
- 1979年（昭和54年） - 特別教室（音楽室）が完成する。
- 1985年（昭和60年） - 新校舎が完成する。
- 1986年（昭和61年） - 新体育館、新プールが完成する。
- 2004年（平成16年）10月25日 - 恵那市、岩村町、山岡町、明智町、上矢作町、串原村が合併し、恵那市となる。同時に恵那市立岩邑中学校に改称する。

## 特色
あいさつ・掃除・合唱の
“三本柱”
を立て生活している

## 部活動
- 男子野球部
- 男子バスケ部
- 女子バスケ部
- 男子卓球部
- 女子卓球部
- 女子バレー部
- 女子テニス部

## 通学区域[1]
- 岩村町

## 進学前小学校
- 岩邑小学校

## 交通
- 明知鉄道岩村駅

## 著名な出身者
- 野々村真白（声優）

## 中学校再編計画
- 恵那市南部（2004年に合併した岩村地区、山岡地区、明智地区、上矢作地区、串原地区）の中学校（岩邑中学校、山岡中学校、明智中学校、上矢作中学校、串原中学校）を統合再編し、恵那市立恵那南中学校となる計画である。統合中学校は山岡中学校の校舎を改築し、2026年度の開校を計画している[2] 。